# I Am Not a Robot
«I Am Not A Robot» (en español: Yo No Soy un Robot) es una canción interpretada por la cantautora galesa Marina and the Diamonds. Fue el primer sencillo de su segundo EP, "The Crown Jewels EP", lanzado el 22 de junio de 2009. También fue relanzado como el tercer sencillo de su álbum debut, The Family Jewels, el 26 de abril de 2010. El sencillo fue introducido en BBC Radio 1 en una lista de reproducción en abril de 2010. Una versión del evangélica de la canción fue utilizada en un anuncio de Bupa en marzo de 2011. Su canción también fue cantada por Hoodie Allen llamada 'You Are Not A Robot' y también fue parte de tramo de Doctor Who Confidential (en hora de cierre).

## Descripción
En una entrevista con WalesOnline, Diamandis dice:

["I Am Not a Robot"] era yo cantándome a mi misma. Soy yo diciendo, deja de ser tan ridícula, no se puede permitir tener un miedo al fracaso que te detenga y eres una sola persona. La canción está conectada con un montón de gente. Yo sabía que iba a pasar cuando lo estaba escribiendo. Tuve una sensación extraña
-Marina Diamandis, WalesOnline

En cuanto a la decisión de relanzar el sencillo, Diamandis dijo que era porque "la gente parece identificarse y relacionarse con la canción, independientemente del sexo o la edad."

## Recepción crítica
Gareth James de la revista Clash calificó I Am Not a Robot como "uno de los mejores sencillos de 2009 [...] una infecciosa pista pop con una voz única, con más fluctuaciones que Florence sobre una lavadora". Alexis Petridis de The Guardian comentó sobre la canción al tiempo que revisa The Family Jewels diciendo que "con la encantadora delicadeza de" I Am Not a Robot "' es fácil perderse cuando hay una mujer que hace las voces Dalek encima de la misma. Tales son los peligros de intentar un poco demasiado duro". John Murphy de MusicOMH elogió la canción diciendo que" muestra un toque agradable de la vulnerabilidad que funciona muy bien". Marina también fue elogiada tras una actuación en la BBC Radio 1 Live Lounge el 23 de abril de 2010.

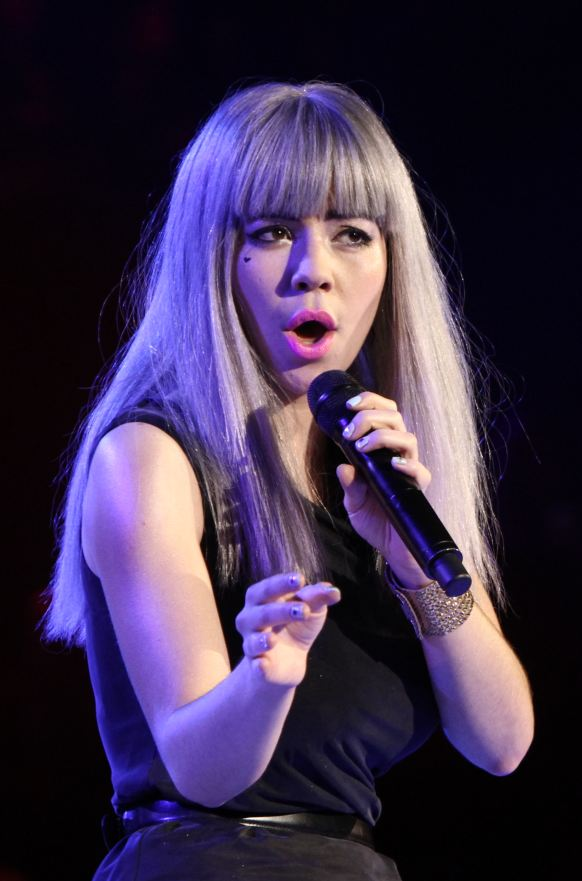
Marina interpretando "I Am Not a Robot" en el Michalsky Fashion Show.

## Videos musicales
El video musical de "I Am Not a Robot" fue dirigido por Rankin y Chris Cottam y fue lanzado en YouTube el 24 de junio de 2009, dos días después del primer sencillo de la canción. El video musical cuenta con Diamandis en cinco escenarios: uno con que está cubierta con aceite negro y brillo, una en que está maquillada con colores negro, verde y rosa, uno con los labios y los párpados de diamantes, una con el cuerpo pintado verde, rosa y negro corrido, y por último sólo ella en su estado normal. Cada secuencia muestra a Diamandis en el centro de la pantalla, ya sea con un estrellado, gris, blanco y negro de fondo mientras cantaba a la cámara. Diamandis explicó en una entrevista de la BBC Radio 1 con Scott Mills que el aceite negro reaccionó a su piel y le tomó cuarenta minutos en borrarse. También tomó las 18 horas para obtener todo su maquillaje realizado para el vídeo
Otra versión de "I Am Not a Robot" fue un video titulado: "I Am Not a Robot (LA)". El video comienza con una visión desenfocada de las luces en un camino. Hace un zoom out para mostrar a Marina con el pelo pintado de blanco, y un vestido blanco con una manga de plumas, en el paseo marítimo de estrellas en Los Ángeles, California. Marina camina por la calle, mientras canta la canción y transeúntes de borrosa cara caminan a su alrededor. Cerca del final, la cámara muestra los tacones blancos de Marina y la pintura blanca en las piernas. Al final, Marina ríe, la cámara la sigue, y revela el equipo de cámara y el escaparate de una tienda.

## Lista de canciones
UK iTunes EP
1. "I Am Not a Robot" – 3:35
2. "I Am Not a Robot Flex'd Rework" (Passion Pit Remix) – 4:47
3. "I Am Not a Robot" (Clock Opera Remix) – 4:35
4. "I Am Not a Robot" (Doorly Remix) – 5:18
5. "I Am Not a Robot" (Acoustic) – 3:48

    CD single
1. "I Am Not a Robot" – 3:35
2. "I Am Not a Robot" (Doorly Remix) – 5:20

    7" single
A. "I Am Not a Robot" – 3:35
B. "I Am Not a Robot Flex'd Rework" (Passion Pit Remix) – 4:54
    Limited edition 7" single in autographed envelope sleeve
A. "I Am Not a Robot" – 3:35
B. "I Am Not a Robot" (Clock Opera Remix) – 4:39
    U.S. promo CD single
1. "I Am Not a Robot" (Passion Pit Remix) – 4:54
2. "I Am Not a Robot" (Starsmith 24 Carat Remix) – 5:18
3. "Obsessions" (Ocelot Remix) – 6:27

    Additional Remixes
1. "You Are Not A Robot"  (ft. Hoodie Allen)
2. "I Am Not A (L.A.) Robot"
3. "I Am Not a Robot (Ground Control Remix)
4. "I Am Not a Robot (Penguin Prison Remix)
5. "I Am Not a Robot (The Shoes - No Shoes Remix)
6. "I Am Not a Robot (The Aspirins for My Children Remix)
7. "I Am Not a Robot (Starsmith Solid Gold Remix)

## Posiciones
| Listas (2010)                               | Posición |
| ------------------------------------------- | -------- |
| Bélgica (Flandes) (Ultratip Bubbling Under) | 21       |
| Bélgica (Valonia) (Ultratip Bubbling Under) | 8        |
| Noruega (VG-lista)                          | 6        |
| Suecia (Sverigetopplistan)                  | 11       |